# Armée de l'Inde (Raj britannique)
Pour l’armée de l'Inde contemporaine, voir Forces armées indiennes.
Ne doit pas être confondu avec Armée indienne britannique.
L'Armée de l'Inde (anglais : Army of India) était la force armée du Raj britannique.
Entre 1903 et 1947, l'Armée de l'Inde comprenait deux entités distinctes :
- l'Armée indienne (Indian Army) composée de régiments indigènes ;
- l'Armée britannique en Inde (British Army in India) constituée de régiments britanniques stationnés en Inde.

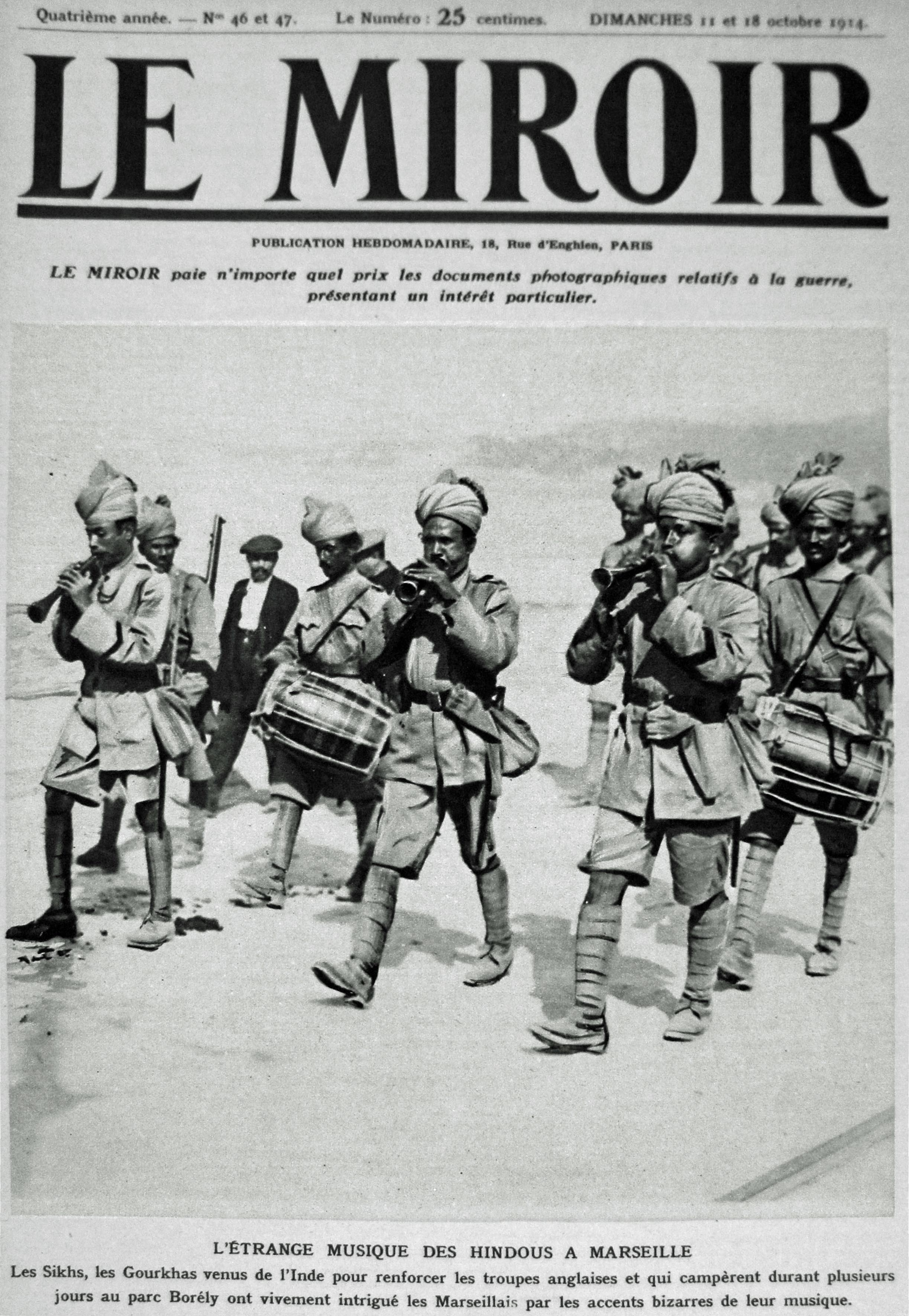
Arrivée à Marseille, in Le Miroir d'octobre 1914.
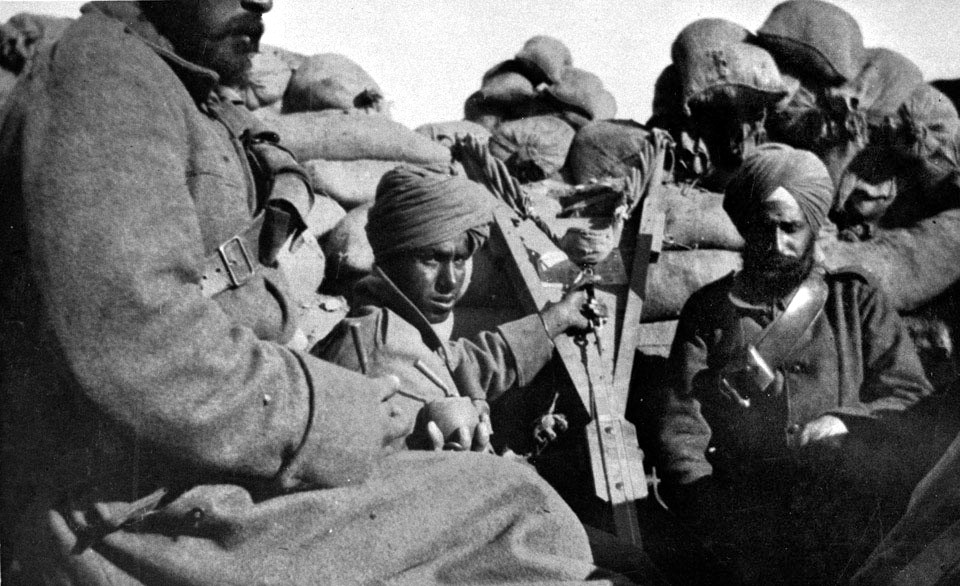
A Gallipoli lors de la Bataille des Dardanelles, 1915.
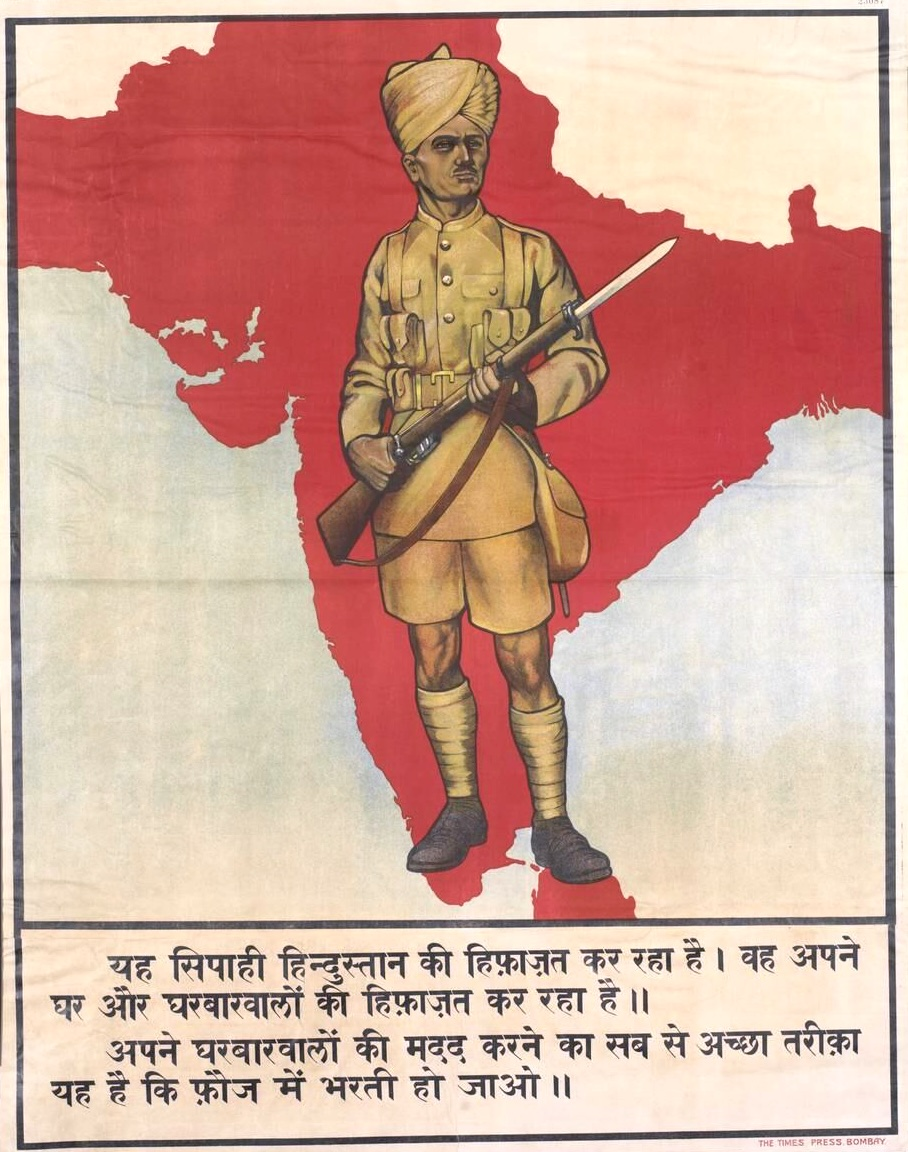
Affiche de recrutement.
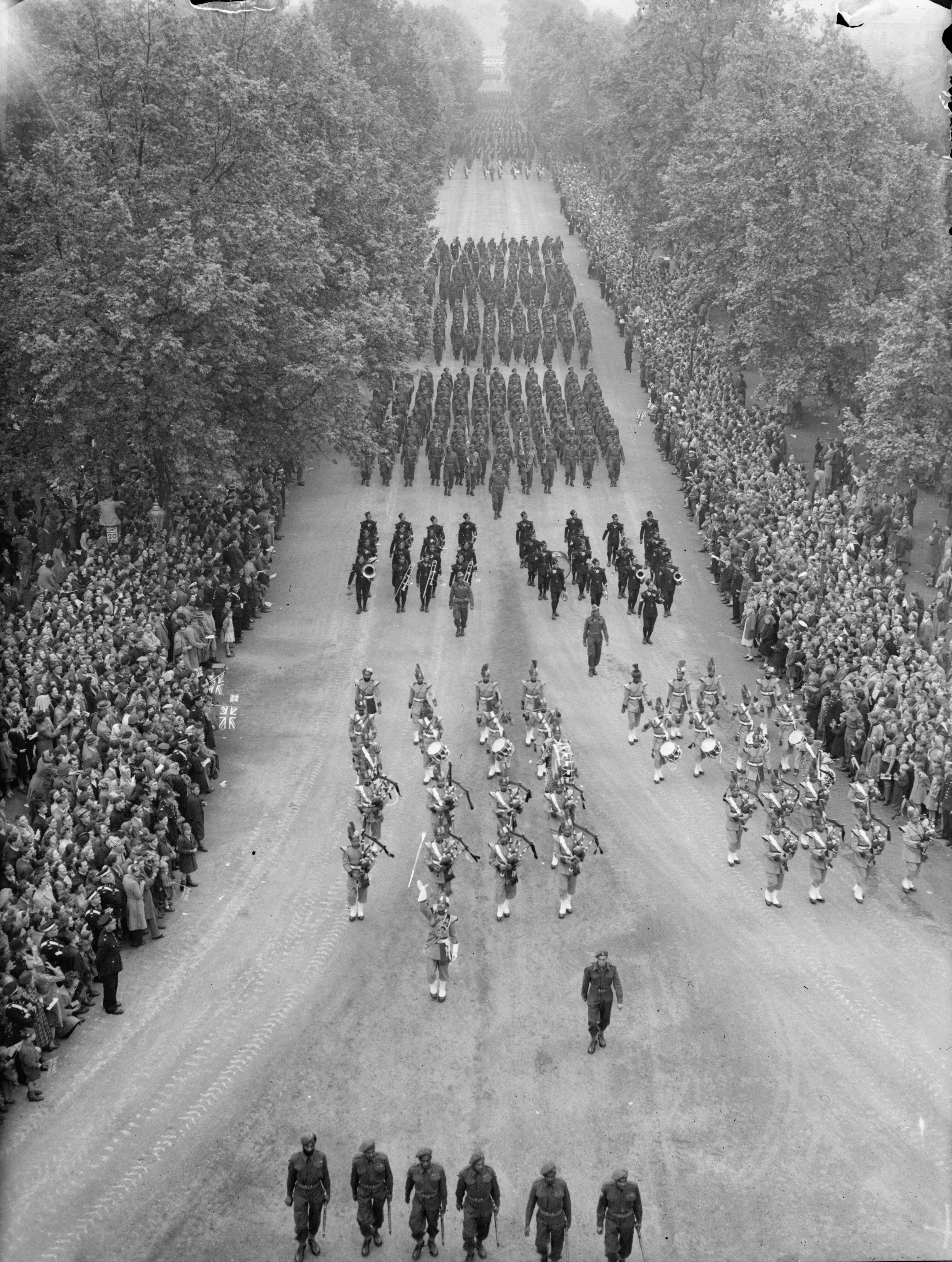
Lors de la parade de la victoire en 1946 à Londres.
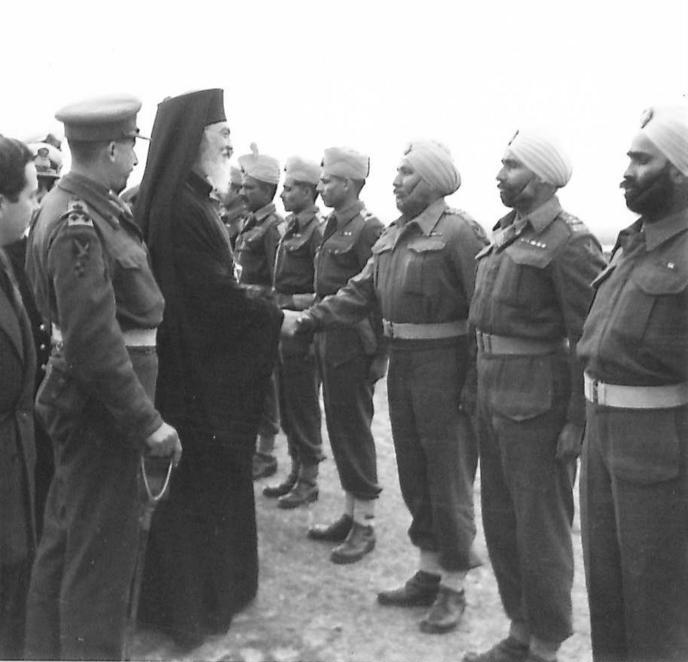
En 1945 à Thessalonique.
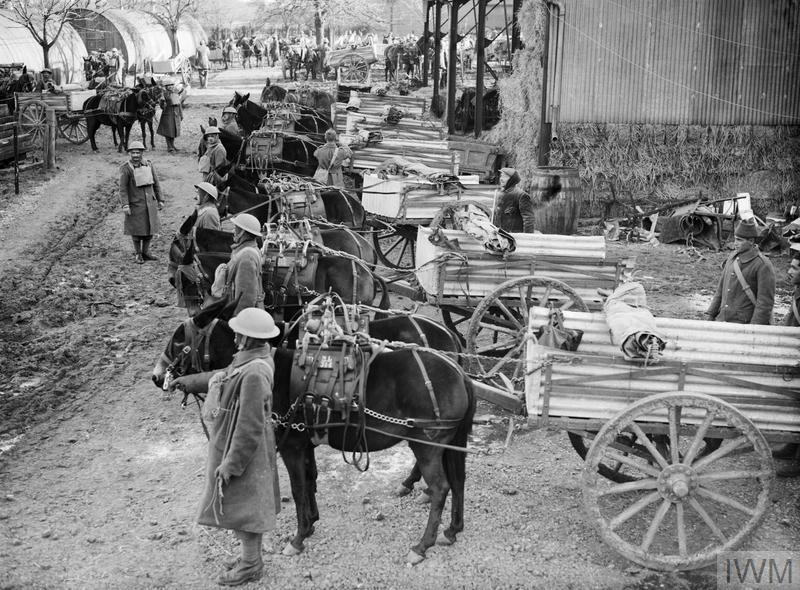
En 1940 en France.

Devant d'abord assurer la sécurité de l'Inde elle-même et des missions de maintien de l'ordre interne, l'Armée de l'Inde servit aussi en dehors des limites du territoire, notamment durant la guerre de Crimée puis lors des deux guerres mondiales.